# Combate de Concepción
El combate de Concepción —como se conoce en la historiografía peruana— o combate de La Concepción —como se conoce en la historiografía chilena— corresponde a la campaña terrestre de la Sierra en el marco de la Guerra del Pacífico.
Se desarrolló el domingo 9 y el lunes 10 de julio de 1882 entre tropas chilenas y peruanas, estas últimas apoyadas por milicianos, en la localidad de Concepción, capital de la provincia homónima en el departamento de Junín, a 22 km de la ciudad de Huancayo, en los Andes centrales de Perú.

## Situación previa

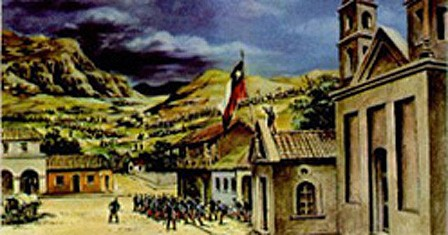
Grabado chileno de la iglesia en Concepción (Perú).

Durante la campaña de la Breña o de la Sierra, se enfrentaron las fuerzas de ocupación al mando de Patricio Lynch contra la resistencia comandada por el coronel Andrés Avelino Cáceres, que había adoptado la estrategia de organizar un ejército en la sierra peruana. Por otro lado, los campesinos organizaron guerrillas que hostilizaban al ejército chileno de ocupación cuando este se aproximaba a sus poblados. 
Para enfrentar tanto a las fuerzas de Cáceres como a las guerrillas, Lynch envió expediciones que se dividían en los distintos pueblos de las serranías. La primera expedición fue enviada bajo el comando de Ambrosio Letelier, la cual, si bien es cierto, cumplió su cometido de mantener cierto control en la sierra, cometió varios abusos contra la población civil y se apropió indebidamente de grandes sumas de dinero por lo que fue llamado a Lima y enjuiciado. Una segunda expedición, bajo el comando del coronel Estanislao del Canto Arteaga, salió nuevamente hacia las montañas con el fin de destruir las fuerzas de Cáceres.
Esta campaña fue dificultosa para los soldados chilenos porque lejos de la costa se enfrentaron a enfermedades que hacían estragos entre sus filas, como el tifus, además de no contar con abastecimiento de ningún tipo, por lo que confiscaron alimentos, agua y ganado de las poblaciones por las que pasaban, lo que contribuyó a la formación de guerrillas y la incorporación de los campesinos de la zona al ejército de Cáceres, gracias a la acción del arzobispo Manuel Teodoro del Valle del Convento de Santa Rosa de Ocopa.

## Fuerzas peruanas

### Los guerrilleros
El 8 de febrero, llegó a Comas el contador de la hacienda Márancocha, Ambrosio Salazar, natural de Quichuay, quien fue enviado allí por Cáceres a organizar una guerrilla; sin embargo fue rechazado por los campesinos. 
En la mañana del 2 de marzo, apareció en Comas una expedición chilena formada por un piquete de caballería al mando del teniente Ildefonso Álamos que tenía como misión la requisa de provisiones para la manutención de las fuerzas chilenas de ocupación que en ese momento se encontraban acantonadas en gran número en el poblado de Concepción. Tras indicar que a su regreso deberían tener listas las provisiones para su tropa, bajo amenaza de tomarlas por la fuerza, continuó su marcha hacia la hacienda Runatullo. Ante esta nueva situación, el alcalde de Comas solicitó a Salazar que retomara su encomienda. Ambrosio Salazar entrenó y armó a los pobladores en dos columnas de 30 rifles y 50 hombres con rejones y otras armas, y también mandó preparar galgas, con los cuales logró la victoria en la emboscada de Sierralumi sorprendiendo a Álamos y recuperando el botín que había obtenido junto a algunas armas de los muertos. Salazar envió entonces un pedido al general Cáceres para que lo apoyara con fuerzas militares. A principios de marzo de 1882, la tensión entre los pobladores de la sierra central y las fuerzas chilenas había aumentando considerablemente, así lo señaló el corresponsal del diario chileno El Coquimbo refiriéndose a los sucesos de Sierralumi:

...enviar otra expedición a esos lugares sería infructuosa porque las alturas en que los enemigos estaban colocados eran inaccesibles... los indios de diez leguas a la redonda, soberbios y envanecidos con los últimos sucesos esperaban resueltos nuestro ataque... han llevado su insolencia hasta desafiar a todo nuestro ejército... Amenazaron con arrasar la guarnición chilena de Concepción, y estaban resueltos a hacerlo, aunque nuestro ejército entero los atacara... escarmiento severo y terrible necesitaban esos serranos.
Corresponsal del diario El Coquimbo, Huancayo, 15 de marzo de 1882.

El 30 de marzo de ese mismo año, Salazar fue nombrado por Cáceres comandante militar de la plaza de Comas. Los guerrilleros comasinos tuvieron que confrontar la ausencia de armamento puesto que los campesinos solo contaban con rejones al ser considerados sin cultura militar para portar armas. Disgustados por no recibir armamento, los campesinos arrestaron a Ambrosio Salazar a inicios de julio de 1882; poco después llegaron a la zona dos columnas caceristas que reorganizaron la guerrilla con las órdenes de atacar Concepción. Lo mismo ocurrió en otras comunidades campesinas de la sierra central donde también se organizaron columnas guerrilleras.
Salazar comandaba la columna «Cazadores de Comas» y la guerrilla de Andamarca, que los acompañaba armada con rejones y capitaneada por Hipólito Avellaneda.
Las guerrillas campesinas siguieron activas hasta inicios del siglo XX, tomando las armas en 1882 y 1888. A finales del siglo XX, conformaron las «rondas campesinas».

### El ejército del centro
En junio de 1882, Cáceres tenía su base de operaciones en Izcuchaca. Allí, observando el despliegue chileno sobre el valle del río Mantaro, planeó encajonarlos en el valle, cortando la posible retirada hacia Lima, confrontándolos en cada pueblo. Cáceres dividió sus fuerzas en tres columnas: una al mando del coronel Máximo Tafur, otra al mando del coronel Juan Gastó y la última al mando del mismo Cáceres. 
La columna de Tafur debía pasar por Chongos y Chupaca y atacar la guarnición chilena de La Oroya. La de Gastó debía avanzar por las alturas de los cerros del valle hasta Comas, junto con las columnas «Pucará n.º 4» al mando de Andrés Freyre y «Libres de Ayacucho» al mando de Francisco Carbajal, donde se reuniría con los guerrilleros de Ambrosio Salazar para atacar al destacamento chileno de Concepción. El general Cáceres debía combatir la posición chilena de Marcavalle y Pucará. Las columnas de Gastó y Cáceres deberían atacar las posiciones enemigas el 9 de julio y la columna de Tafur, una semana antes.

## Fuerzas chilenas
El poblado de Concepción era el extremo de la línea de avanzada del coronel Del Canto, donde al principio se habían acuartelado unos 99 soldados chilenos al mando del capitán Alberto Nebel Ovalle, con el objetivo de mantener una línea a partir de La Oroya, pasando luego por Huancayo, Tarma, y finalmente Concepción para controlar las acciones de Cáceres.
El grueso del ejército chileno estaba en la ciudad de Huancayo, donde el coronel Del Canto recibió instrucciones de reforzar Concepción y encomendó, el miércoles 5 de julio, a la 4.ª Compañía del Batallón 6.º de Línea «Chacabuco» de 77 soldados al mando del capitán Ignacio Carrera Pinto, quien fue ascendido a este grado aunque no alcanzó a saberlo, y los subtenientes Arturo Pérez Canto y Luis Cruz Martínez relevar al capitán Nebel quien tenía once soldados enfermos de tifus y viruela. También acordó el repliegue de las fuerzas chilenas y el abandono de las plazas por falta de alimentos y medicamentos, teniendo además cientos de enfermos en las plazas ocupadas que necesitaban asistencia hospitalaria.
El teniente coronel Marcial Pinto Agüero sostuvo que la situación del 6.º de Línea «Chacabuco» en Concepción era precaria. Del Canto prefirió primero evacuar a los enfermos al hospital de Jauja, escoltados por sus dos compañías, lo que dejaría sin apoyo a la compañía que comandaba el teniente Carrera Pinto en Concepción, quienes deberían esperar dos días para que fueran recogidos por Del Canto para escoltarlos hasta Tarma.
Al llegar la 4.ª compañía a su destino, se encontraron con el capitán Nebel y se procedió a evacuar a los enfermos. Resguardaban la plaza la recién llegada compañía de Carrera Pinto y 9 soldados de la compañía del capitán Nebel. Los acompañaban dos enfermos graves y dos cantineras, una de ellas embarazada.
Carrera Pinto distribuyó las guardias, hizo construir parapetos en los cuatro costados de la plaza y encomendó especial vigilancia hacia el cerro El León por el cual podría venir un ataque. Carrera Pinto observó que en el poblado solo se encontraban italianos y otros extranjeros en un hotel cercano mientras la población local mantenía una notoria distancia.
Varios retrasos relacionados con el transporte de enfermos en Huancayo, Jauja y Tarma impidieron a Del Canto iniciar el desalojo de las plazas. Carrera Pinto supuso que una grave dificultad habría retrasado a Del Canto.

## Desarrollo del enfrentamiento

### Antecedentes
El sábado 8 de julio, las fuerzas de Juan Gastó y Ambrosio Salazar partieron de Comas y llegaron en la noche a San Antonio de Ocopa, donde acamparon. Allí, el arzobispo Manuel Teodoro del Valle les informó sobre los movimientos de las fuerzas chilenas en Concepción. El domingo 9 de julio marcharon a Santa Rosa de Ocopa, pasando por Alayo, Quichuay y Lastay. Allí, Salazar decidió atacar Concepción solo con las fuerzas a su mando: la columna Cazadores de Comas y la guerrilla de Andamarca. El coronel Gastó decidió apoyarlo en el ataque. Ese mismo día se sumaron las guerrillas de Quichuay y de Vilca al mando de los hermanos Salazar, y la guerrilla de San Jerónimo al mando de Melchor Gonzáles.
Después de abandonar Huancayo, la división chilena de Estanislao del Canto fue atacada por las fuerzas peruanas de Andrés Avelino Cáceres, lo que retrasó su regreso a Concepción. Además, a las 13:30 del mismo domingo, Del Canto había recibido una nota de Carrera Pinto que no indicaba problemas en Concepción.

### Primer ataque
Los oficiales chilenos fueron invitados por los residentes italianos a un almuerzo en el hotel Huilfo. El capitán Ignacio Carrera Pinto desconfió de la invitación pues esperaba un ataque en esos días, mantuvo a su tropa acuartelada —once de sus soldados estaban enfermos de tifus— y acondicionó defensas en la plaza. Asistió al almuerzo que finalizó violentamente y el estampido de un disparo activó su plan defensivo en la plaza.
Eran las 14:30 cuando las fuerzas peruanas aparecieron por la cima de los cerros Piedra Parada y El León de Concepción. Los habitantes de Concepción empezaron a salir del pueblo a resguardarse porque el combate podía extenderse a todo el poblado.
Carrera Pinto no podía abandonar Concepción, la superioridad numérica de los peruanos le era desfavorable, y tendría que defenderse hasta la llegada de Del Canto. Carrera Pinto ordenó dividir a sus tropas en cuatro secciones para defender las entradas a la plaza: en la esquina del norte, Pérez Canto, en la del noroeste, Cruz Martínez; en la del sudeste, Montt Salamanca; y en el sudoeste el mismo Carrera Pinto, dividiendo las tropas proporcionalmente en cada posición. Envió a un cabo y dos soldados hacia Huancayo para avisar de su situación. Los jinetes fueron muertos cuando llegaban al barrio de Alapa.
Las fuerzas peruanas empezaron a bajar de las alturas en dirección a la plaza. Los guerrilleros de Salazar por el sur desde el cerro El León y los soldados de Gastó por el norte desde el cerro Piedra Parada, cercando el pueblo, asaltando la plaza y atacando las posiciones chilenas. Las fuerzas chilenas mezclaron ataques a la bayoneta con fuego de sus fusiles, los que generaban bajas en las guerrillas que no contaban con armas de fuego sino con rejones.
Gastó se instaló en la casa Valladares como puesto de comando para dirigir sus fuerzas y centro de socorro a los heridos. El ataque peruano continuaba, incluyendo francotiradores en los techos y ventanas, hasta que los chilenos retrocedieron hacia el centro de la plaza donde, por ser una posición muy expuesta, se replegaron ordenadamente al cuartel que tapiaron con muebles. Allí los soldados ocuparon posiciones defensivas, incluidos los heridos. 
Eran las 19:00 cuando llegaron las guerrillas de Mito y de Orcotuna al mando de Aurelio Gutiérres y de Teodosio López, respectivamente. En la oscuridad de la noche, las fuerzas chilenas intentaron salir hacia Huancayo, pero no lo lograron y volvieron al cuartel. 
Según la versión originalmente planteada por el historiador chileno Francisco Machuca, el coronel Gastó envió un emisario solicitando la rendición de la guarnición, lo que sin embargo no es mencionado en los partes oficiales tanto peruanos como chilenos que refieren que ni bien se avistaron ambas fuerzas empezó el combate, dicha nota según Machuca obraba entre las reliquias de guerra conservadas por el mayor Arturo Olid y cuyo contenido era el siguiente:

Señor Jefe de las fuerzas chilenas de ocupación.- Considerando que nuestras fuerzas que rodean Concepción son numéricamente superiores a las de su mando y deseando evitar un enfrentamiento imposible de sostener por parte de ustedes, les intimo a deponer las armas en forma incondicional, prometiéndole el respeto a la vida de sus oficiales y soldados. En caso de negativa de parte de ustedes, las fuerzas bajo mi mando procederán con la mayor energía a cumplir con su deber. Dios guarde a usted.
Juan Gastó.

Carrera Pinto respondió en la misma nota de la siguiente forma:

En la capital de Chile y en uno de sus principales paseos públicos existe inmortalizada en bronce la estatua del prócer de nuestra independencia, el general José Miguel Carrera, cuya misma sangre corre por mis venas, por cuya razón comprenderá usted que ni como chileno ni como descendiente de aquél deben intimidarme ni el número de sus tropas ni las amenazas de rigor. Dios guarde a usted.
Ignacio Carrera Pinto.

### Segundo ataque

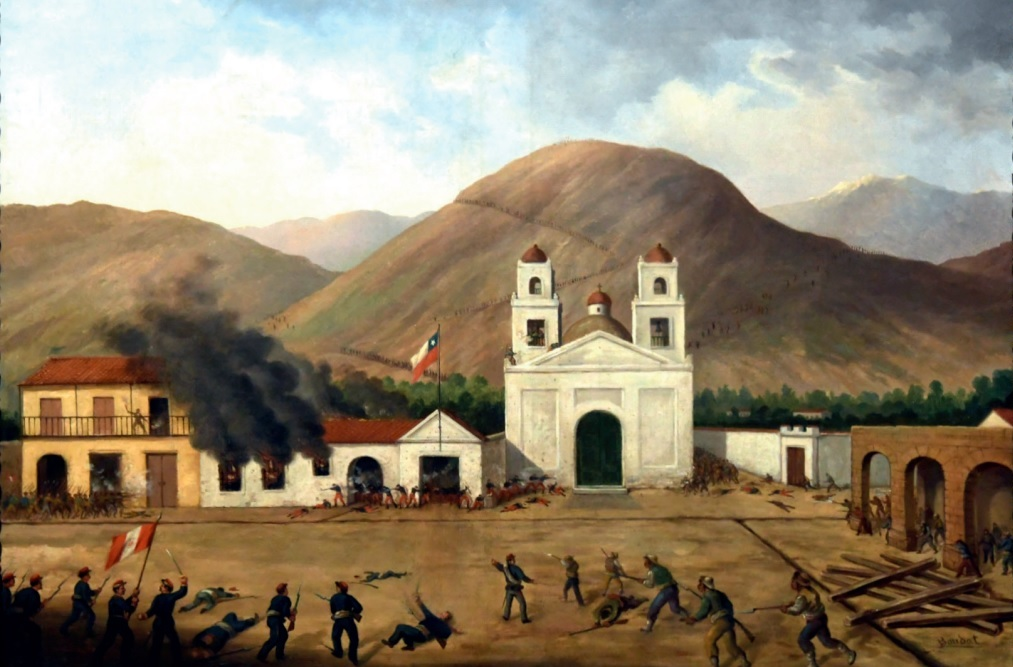
Pintura que representa el combate de Concepción, donde se observa el incendio del cuartel de la guarnición chileno durante el combate. Obra de Luis Boudat.

A través del capitán Revilla, el coronel Gastó informó a Salazar que se retiraba por instrucciones superiores y además porque el teniente coronel Francisco Carvajal había sido herido, dejándole a Salazar la toma del cuartel. Se sumaron al ataque de Salazar once pobladores de Concepción con sus respectivos rifles, como el doctor Santiago Manrique Tello. Carrera Pinto ordenó una carga para forzar la salida. Fue herido en el brazo izquierdo al regresar al convento con el resto de la tropa chilena.
Salazar ordenó a Pablo Bellido y Cipriano Camacachi rociar con combustible los techos del convento para obligar a salir a los chilenos, quienes respondían desde las ventanas del edificio. La cantinera que estaba en parto tuvo un niño. El cuartel en llamas fue abandonado por las fuerzas chilenas a las 12 de la noche, ocupando el local contiguo a la iglesia. En esa acción, fue muerto Ignacio Carrera Pinto. Así el mando recayó en el subteniente Julio Montt Salamanca. Durante la noche, los ataques fueron a intervalos. Los guerrilleros de Salazar ocuparon los techos y las paredes atacando a los chilenos en su última posición, quedando apenas 9 al mando del subteniente Luis Cruz Martínez y las cantineras.
A las 07:00 del lunes 10 de julio, llegaron las guerrillas de Apata y de Paccha al mando de Andrés Avelino Ponce y de Andrés Bedoya Seijas, respectivamente. Los guerrilleros empezaron a abrir forados en el local que defendía Cruz Martínez. A las 10:00 ya no contaban con municiones, el fuego y el humo les obligaban a salir del recinto.
Dado que no hubo sobrevivientes chilenos, no existen testigos de esa nacionalidad. Sin embargo, las fuentes chilenas, sobre la base de lo contado por dos testigos extranjeros a Del Canto cuando llegó al pueblo, indican que el subteniente Cruz Martínez, mediante el grito «¡Los chilenos no se rinden..!», junto a cuatro soldados sobrevivientes cargaron a la bayoneta y fueron muertos al salir por las fuerzas de Salazar:

Como a las nueve de la mañana del día 10, no quedaban sino el teniente Cruz y cuatro soldados que defendían la entrada al recinto del ya quemado cuartel. Se noto a esa que ya habían agotado todas sus municiones, porque no hacían ningún disparo, y entonces algunas voces peruanas, le gritaban: ¡Subteniente Cruz, ríndase hijito, no tiene para que morir! A lo cual él les contestaba: ¡Los chilenos no se rinden jamás! y volviéndose a su tropa les preguntaba: ¿No es verdad muchachos? Los soldados respondieron afirmativamente y entonces el oficial mando a calar bayoneta y se fueron furiosos contra las masas indígenas. Fatigados, tuvieron que rendir su vida, quedando algunos clavados en las lanzas de los salvajes. Al subteniente Cruz se le aplico un tiro por la espalda. Refirióme el español que cuando no podían hacerse rendirse al subteniente Cruz, hicieron llegar al cuartel a una jovencita, a quien el oficial saludaba siempre con cariño, para que fuera a rogarle que se rindiera y el oficial la rechazó indignado.

Los dos últimos soldados que escaparon después de la muerte de Cruz se refugiaron en el atrio de una iglesia y allí se noto que hablaban. Luego se abrocharon el uniforme, se pusieron el barboquejo y se lanzaron sobe la turba para morir rifle en mano.
Descripción del coronel Estanislao del Canto Arteaga.#GGC11C

El soldado chileno Marcos Ibarra Díaz en su diario de campaña describe así lo que pudo haber sucedido al final de la batalla:

El capitán Carrera Pinto El capitán Carrera Pinto le ordenó a los oficiales, clases y soldados; no hay que rendirse nunca, quemar hasta el último cartucho y atacar a bayoneta calada, el capitán Carrera le ordenaba al corneta tocar fuego, no hay que volver atrás jamás, no abandonar la plaza y morir peleando, cinco chilenos quedaban en el cuartel peleaban como unos leones sin abandonar el cuartel, un soldado de los cinco chilenos se subió arriba del techo y clavo el asta de la bandera tricolor chilena que no dejara de flamear la bandera, el enemigo incendio el cuartel, estaba al lado de la Iglesia.
Marcos Ibarra Díaz, soldado chileno. Concepción, 11 de julio de 1882 (ortografía original).

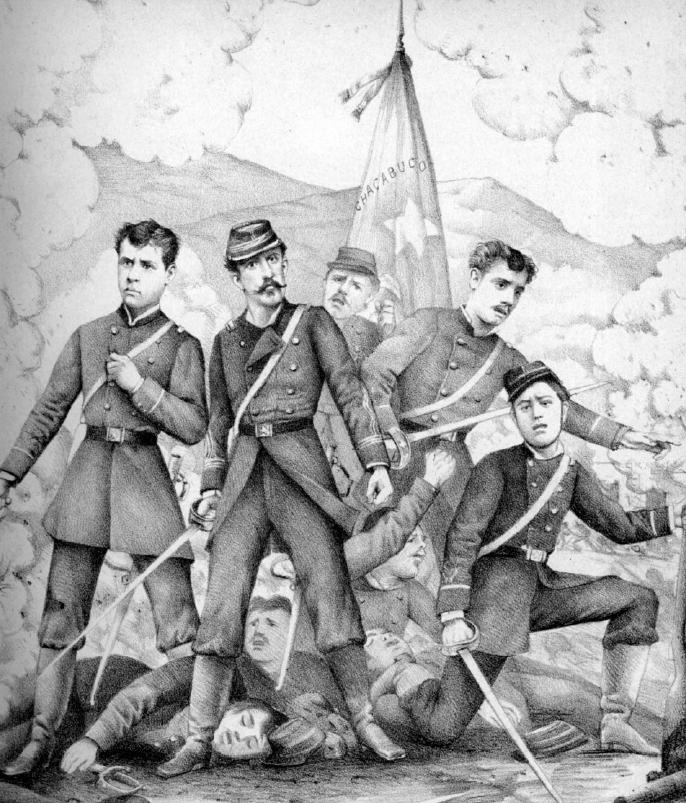
Dibujo que muestra de izquierda a derecha a Arturo Pérez Canto, Ignacio Carrera Pinto, Julio Montt Salamanca y Luis Cruz Martínez, oficiales chilenos muertos en el combate.

Otro testimonio sobre lo sucedido en el combate es el del italiano Carlos Rivetti:

«Toda la guarnición sin que se haya escapado uno solo han muerto en La Concepción. Todos, todos, han perecido, no se rindieron jamas; Qué chilenos tan bravos! Un rayo que hubiera caído a mis pies, la muerte de mis padres, no me habría producido una impresion mas profunda, mas espantosa!» El señor Rivetti nos dió todos los datos que sobre aquella heróica trajedia poseia; i en el acto continuamos la marcha sobre la Concepción.
Testimonio de Carlos Rivetti, italiano residente de Concepción, al capitán Arturo Salcedo Rivera y recogido por Nicanor Molinare (ortografía original).

Las fuentes peruanas, tanto primarias como secundarias, indican que depusieron las armas pero fueron muertos y descuartizados por las guerrillas de Ambrosio Salazar. El capitán Carrera Pinto, el subteniente  Cruz Martínez y nueve soldados más fueron fusilados en la plaza de Concepción en represalia al saqueo e incendio de Huaripampa y la muerte de los familiares de los guerrilleros.

Concluída la operación de los forados por varias partes y viendo los enemigos que el peligro era inminente, izaron un pañuelo blanco, símbolo de paz; creyendo los nuestros que ya se redirían, avanzaron sin hacer fuego, hasta medio patio, donde fueron recibidos con una lluvia de balas, no sin causarnos numerosas bajas [...] En el acto se abalanzaron 50 hombres al recinto de los enemigos, como una jauría de tigres, y ultimaron á éstos después de una resistencia verdaderamente horrible. El capitán Carrera Pinto, subteniente Cruz y 9 soldados sacados de trinchera, fueron fusilados en la plaza; los subtenientes Pérez Canto y Montt sucumbieron en el fragor de la lucha dentro de aquella.
Ambrosio Salazar y Márquez. Parte oficial de la batalla de Concepción. Concepción, 10 de julio de 1882.

El comandante Lago quiso conservar la vida de 15 soldados chilenos que se habían entregado a discreción, pero los guerrilleros implacables en sus represalias, los ultimaron al grito de ¿dónde están nuestras fatigas? ¿dónde están nuestras mujeres y nuestros hijos? Grito de desesperación salido del pecho de las víctimas de Huaripampa, pueblo saqueado e incendiado por los chilenos... Era la ley de Talión... Los guerrilleros han estado fuera de la ley, se les ha desconocido su caráter de beligerantes como ciudadanos que defienden a su patria. Todo el que era capturado se le pasaba inmediatamente por las armas. Les toco su turno y entonces exigieron ojo por ojo, diente por diente, devolviendo mal por mal.
Manuel F. Horta, corresponsal del diario El Eco de Junín. "La contraofensiva de julio", 26 de agosto de 1882.

## Epílogo

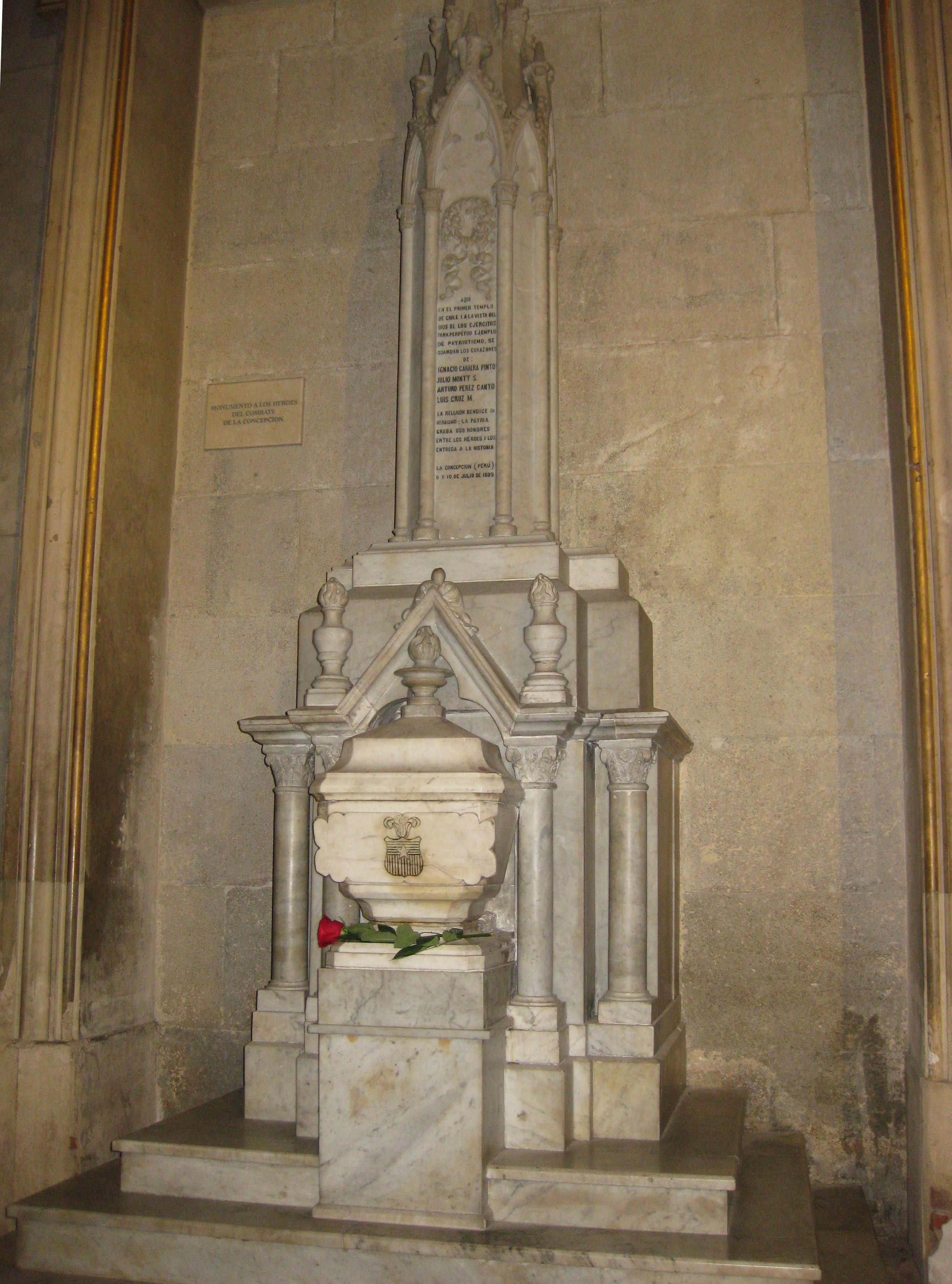
Urna de mármol, con los corazones de los cuatro oficiales chilenos muertos en la batalla, ubicada en la Catedral Metropolitana de Santiago.

Tras el combate, el parte oficial de la batalla de Ambrosio Salazar indicó que «toda la guarnición chilena de Concepción, de capitán á tambor, [formada por] 79 [sic] hombres [había] sido totalmente exterminada, después de 17 horas de combate casi incesante». Además, añadió que «fueron muertas también dos mujeres de los soldados, de tanto coraje, que en lo más recio del combate, animaban á los suyos en alta voz que continuasen peleando [y que había] sido encontrada muerta entre los montones de cadáveres una criatura recién nacida» y que otra, gemela de la anterior, había sido salvada viva por un vecino de Concepción, aunque esto no se ha comprobado hasta la fecha. Asimismo, informó que las fuerzas peruanas habían tenido «más de 40 bajas, entre muertos y heridos» que fueron auxiliados en el convento de Ocopa. Por otro lado, el comandante de la resistencia Andrés Avelino Cáceres, en sus Memorias, señaló que «no se salvó ni uno solo de los 76 [sic] hombres que componían el destacamento enemigo».
En el parte elaborado por el comandante Pinto Agüero, inmediatamente después del combate, se menciona que «es de presumir» que los muertos y heridos peruanos «sean muy numerosos». Por otro lado, el coronel del Canto señaló que al llegar a Concepción encontraron 280 muertos peruanos, entre ellos dos jefes y once oficiales.

La división entró a la ciudad a la caída de la tarde y por mi parte recibí orden de permanecer con mi gente en las afueras como guardia exterior. La ciudad de Concepción estaba abandonada, aun humeaban los escombros del cuartel. Sobre la plaza de armas y cerca de la iglesia contigua al cuartel se contaban 76 cadáveres calientes todavía [...] Los muertos y heridos peruanos habían sido retirados. La consternación fue grande en las unidades; el asombro las paralizó frente al horrendo cuadro que ofrecían aquellos cuerpos ensangrentados y ante las huellas bien visibles de la homérica lucha de 30 horas.
Relato del subteniente chileno Guillermo Chaparro.

A las 18:00, aparecieron las fuerzas al mando de Del Canto que, al ver a sus compañeros muertos, quemados, despedazados y profanados, ordenó el fusilamiento de 18 de los 20 habitantes que habían quedado en Concepción y el saqueo e incendio del pueblo.

En la ciudad apenas habían quedado 20 habitantes, de los cuales 18 fueron pasados por las armas inmediatamente, entre ellos un anciano señor Salazar, escapándose a los cerros dos. Todas las casas fueron saqueadas e incendiadas por los chilenos al abandonar la población.
Manuel F. Horta, corresponsal del diario El Eco de Junín. 26 de agosto de 1882.

Del Canto ordenó recuperar los corazones de cuatro oficiales —el capitán Ignacio Carrera Pinto, el teniente Julio Montt Salamanca, los subtenientes Arturo Pérez Canto y Luis Cruz Martínez— y enviarlos a Santiago en alcohol, los que se encuentran en la catedral de Santiago.

Mí coronel Canto ordeno a los Doctores Cirujanos que sacaran los corazones a los valientes Oficiales de la 4ª Compañía del Batallón Chacabuco 6º de Línea estos corazones fueron colocados en un frasco en alcohol para traerlos a Chile y las demás víctimas que perecieron en el combate fueron sepultados al día siguiente ordeno mi  coronel Canto que Incendiáramos el pueblo la Concepción y fuera reducido a cenizas a as 11 a.m. estaba todo terminado en el mismo día seguimos en marcha ajauja llegamos en la noche llegamos al pueblo de Talma alas 6 a.m.
Marcos Ibarra Díaz, soldado chileno. Concepción 1882 (ortografía original).

El mismo domingo 9 de julio de 1882, Cáceres atacó la división chilena Santiago en los poblados de Marcavalle y Pucará.
En 1912, sobre el terreno de la iglesia que se incendió, se levantó un obelisco que indicaba:

Aquí yacen los héroes del Centro, los que cayeron sobre el escudo, los que sin elementos de guerra antes, lo improvisaron todo en el momento álgido del peligro, por salvar la dignidad nacional, y exterminaron en leal combate a la 4ta compañía del batallón Chacabuco, en la tarde y en la noche, en la madrugada y en el día del 9 y 10 de julio de 1882.
Coronel La Combe. Segunda Región. 1912.

Contradiciendo el parte oficial de Ambrosio Salazar y las memorias de Andrés Avelino Cáceres, los historiadores peruanos Jorge Basadre Grohmann, Emilio Luna Vega y Carlos Milla Batres han mencionado la presencia de sobrevivientes chilenos, aunque no los mismos; sin embargo, esto no se ha comprobado hasta la fecha.
El 9 de julio se ha conmemorado en Chile el Juramento a la Bandera a partir de 1939.